# Windeck

Windeck est une commune de Rhénanie-du-Nord-Westphalie (Allemagne), située dans l'arrondissement de Rhin-Sieg, dans le district de Cologne, dans le Landschaftsverband de Rhénanie.

## Personnalités liées à la ville
- Paul Leyhausen (1916-1998), éthologue mort à Windeck.
- Hans-Jürgen Kuhl (1941-), graphiste né à Dattenfeld.
- Peter Praet (1949-), économiste né à Herchen.